# Intoxication par les psychotropes
L'intoxication par les psychotropes est l'état (en) transitoire d'une personne dont la conscience et le comportement sont altérés par la prise récente d'un psychotrope. La personne présente souvent des troubles de l'adaptation ainsi qu'une détérioration de ses facultés, mais cet état est réversible. Devant des symptômes aigus, il est possible d'évoquer un « délire d'intoxication par les psychotropes ».
L'intoxication aux psychotropes est récurrente dans les troubles liés aux substances et aux addictions (en) ; en cas de problèmes persistants liés à la prise de ces substances, le diagnostic le plus courant est celui de troubles liés aux substances.

## Classification
D'après l'ICD-10 (Classification internationale des maladies), au chapitre Troubles mentaux et du comportement liés à l'utilisation de substances psycho-actives, recense les substances suivantes :
- F10 : alcool
- F11 : Opioïdes
- F12 : Cannabinoïdes
- F13 : sédatifs et hypnotiques
- F14 : cocaïne (en)
- F15 : caféine (en)
- F16 : hallucinogènes
- F17 : tabac
- F18 : solvants volatiles
- F19 : polyconsommation et autres substances psychoactives

## Termes d'argot
Il existe divers termes d'argot pour qualifier l'état d'une personne ayant consommé des psychotropes, en fonction de la nature de ce psychotrope.